# Eugène Chaffanel
Eugène Chaffanel (1848 – 1929) è stato un pittore francese.

## Biografia
Dopo i primi studi, Eugène Chaffanel aderì alla concezione pittorica dei Preraffaelliti e a quella dell'Estetismo. Affermato ritrattista, s'ispirò al pittore inglese George Price Boyce, specializzato nella realizzazione ad acquarello di paesaggi e vicino alla Confraternita dei Preraffaelliti. Si avvicinò anche al simbolismo, prendendo spunto dal pittore francese Gaston Bussière.
Espose al Salon de la Société Nationale, dal 1897 al 1934. Per un periodo, dal 1887, è stato a New York. Si fece apprezzare come paesaggista, in particolare per le sue visioni notturne della Marne, fiume a nord-est della Francia. Ha dipinto anche soggetti rurali, vedute della costa mediterranea francese e scene di vita borghese, al caffè e nei giardini.